# Palásovka
Palásovka (del ruso: Палла́совка) es una ciudad rusa, capital del raión homónimo en la óblast de Volgogrado.
En 2021, la ciudad tenía una población de 14 966 habitantes. En su territorio no hay pedanías.
Se encuentra situada a orillas del río Torgún, que desemboca en el embalse de Volgogrado, a 105 km al este de Kamyshin, a 173 km al sudeste de Sarátov y a 225 km al nordeste de Volgogrado, la capital del óblast.

## Historia
En la década de 1860 se originó una colonia de alemanes del Volga un poco al este de la actual ciudad de nombre Neu Galka o Nóvaya Galka, como colonia hija de la creada en 1764 Galka (también Ust Kulakinka), situada a unos 40 km al nordeste de Kamyshin.
Palásovka fue fundada en 1907 con el nombre de Torgun (del ruso: Торгунь) para la construcción de la estación ferroviaria del mismo nombre, en la línea Krasni Kut-Astracán. Ese mismo año, la localidad fue renombrada como Palásovka en homenaje al académico Peter Simon Pallas (1741-1811), que había visitado la región entre 1773 y 1774, estudiando la composición del suelo y la salinidad de la región al este del curso inferior del Volga (entre otros lugares, el lago Baskunchak). En 1921, la reforma del sistema administrativo soviético, la convirtió en centro administrativo de un raión. En 1926, la ciudad contaba con 4.668 habitantes, de los cuales 3.673 (79%), eran alemanes del Volga. Hasta 1941 perteneció a la República Autónoma Socialista Soviética de los Alemanes del Volga, situándose en su frontera sudeste. Ese mismo año los alemanes de la región fueron deportados. Durante la Segunda Guerra Mundial, la proximidad del frente la convirtió en un importante centro para el transporte militar. Tras la guerra se desarrolló el sector agrícola de la región. Recibió el estatus de ciudad en 1967.

## Demografía
| 1897 | 1926 | 1959   | 1970   | 1979   | 1989   | 1992   | 2002   | 2009   |
| ---- | ---- | ------ | ------ | ------ | ------ | ------ | ------ | ------ |
| 1550 | 4668 | 10 346 | 13 505 | 15 503 | 17 712 | 18 000 | 17 163 | 16 264 |

## Economía
Como centro de una región agrícola Palásovka dispone de industria alimentaria, aunque existe también una fábrica de asfalto.